# Royal Excel Mouscron
El Royal Excel Mouscron, és un equip de futbol de la ciutat de Mouscron, a la província d'Hainaut. Aquest club juga a la Segona divisió de Bèlgica, la segona lliga mes important de Bélgica. Abans del 2010 l'equip es feia conèixer com a RRC Péruwelz.
El club va ser fundat a partir del Real Associació Belga i l'Stade Mourcronnois. El 1964, les dues entitats es van fusionar per formar el Royal Excelsior Mouscron. El 1990, el Royal Excelesior Mouscron i el Rapid Club Luingnois es van fusionar per formar un nou club de futbol amb el mateix nom: Royal Excelsior Mouscron.